# Mes mauvaises pensées
Mes mauvaises pensées est un roman de Nina Bouraoui publié le 1er août 2005 aux éditions Stock
Il reçoit le prix Renaudot 2005 par 6 voix contre 5 face à Verre cassé d'Alain Mabanckou au onzième tour de scrutin. Selon le règlement, après dix tours de scrutin, la voix du président du jury, Jean-Noël Pancrazi, compte double.

## Résumé
Roman-confession ou autofiction de l'auteure, depuis son enfance entre Nice et Alger,.

## Éditions
- Mes mauvaises pensées, éditions Stock, 2005,  (ISBN 2234057981).